# Phaedrotoma magdalenae
Phaedrotoma magdalenae är en stekelart som först beskrevs av Fischer 1968.  Phaedrotoma magdalenae ingår i släktet Phaedrotoma och familjen bracksteklar. Inga underarter finns listade i Catalogue of Life.